# Pseudothelphusa (Pseudothelphusa) lamellifrons
Pseudothelphusa (Pseudothelphusa) lamellifrons is een krabbensoort uit de familie van de Pseudothelphusidae.